# Sadeness (Part I)
Singles de Enigma
Mea Culpa (Part II)
(1991)
Sadeness est une chanson du groupe Enigma, parue sur l'album MCMXC a.D. en 1990.

## Historique
L'idée de Sadeness est venue lorsque Michael Cretu a vu une émission à la télévision française consacrée au marquis de Sade où plusieurs personnes discutaient à propos de ce dernier, demandant par exemple s'il était pervers ou religieux et juste déçu de l'attitude morale de la population à cette époque. Le musicien ajoutant sur les origines du titre : « Peut-être qu'il voulait les punir, et c'est pourquoi il a commencé à devenir le père du sadisme ». Par la suite, Cretu trouva intéressant de réfléchir sur le paradoxe sur l'église et la sexualité.
Sadeness parle de sexualité basée autour de l'interrogation des désirs sexuels du marquis de Sade.
Cette chanson, mélange de pop et de chant grégorien, est écrite par Michael Cretu, le producteur, Frank Peterson, son collaborateur-assistant et David Fairstein en utilisant deux langues : le latin et le français. La partie du texte latin inclut une citation du Psaume 24:7-8, il s'agit en fait d'un sample du morceau Procedamus in pace!, présent sur l'album de 1976 Paschale Mysterium et enregistré par la Capella Antiqua de Munich, originellement utilisé sans autorisation (des compensations ont été versées à l'issue d'un accord à l'amiable avec Konrad Ruhland, l'investigateur de la Capella Antiqua). Cretu et Peterson ont utilisé des pseudonymes - Curly M.C pour le premier, F. Gregorian pour le second. Sur l'album MCMXC a.D., le titre est la première partie du titre Principles of Lust, puis dans la troisième et dernière partie appelée Sadeness (reprise). Dans certains pays, le titre est parfois orthographié Sadness.

### Réception
Paru en single le 1er octobre 1990, Sadeness connaît un véritable succès dans le monde entier, en se classant premier dans seize classements de ventes de singles internationaux, notamment en Autriche, en Belgique, en Allemagne, en Irlande, au Japon, en Espagne, en Suisse, en Italie et en France, où le single se classera en tête du Top 50 durant un mois et sera vendu à 385 000 exemplaires. Sadeness connaîtra également un succès aux États-Unis, où il atteint la cinquième position du Billboard Hot 100, ainsi que la première position du Hot Dance Club Songs, en étant vendu à plus d'un million d'exemplaires.

## Clip vidéo
Il est réalisé par Michel Guimbard.
La jeune femme qui apparaît dans ce clip est française, il s'agit de Cathy Tastet, originaire de Toulouse et alors âgée de 17 ans à l'époque du tournage,, et qui deviendra plus tard mannequin (souvent sous le nom de Kati Tastet).
Les paroles qu'elle dit en français dans le clip ne sont en fait pas d'elle, mais de la chanteuse allemande Sandra (alors compagne de M. Cretu) qui a prêté sa voix sur ce morceau et plus généralement sur plusieurs albums d'Enigma (on peut d'ailleurs déceler dans ces paroles dites en français un accent étranger).

## Liste des titres
- CD single au Royaume-Uni[12]

1. Sadness Part I (Radio Edit) – 4:17
2. Sadness Part I (Extended Trance Mix) – 5:04
3. Sadness Part I (Meditation Mix) – 3:01
4. Sadness Part I (Violent US Remix) – 5:03

Le single fut également sorti en Allemagne avec un ordre différent de titres.
- CD single aux États-Unis[14]

1. Sadness Part I (Violent US Remix) – 5:03
2. Sadness Part I (Meditation Mix) – 3:01
3. Sadness Part I (Extended Trance Mix) – 5:04
4. Sadness Part I (Radio Edit) – 4:17
5. Introit: Benedicta sit sancta Trinitas – 3:04

- CD single promotionnel au Japon

1. "Sadness Part I" (Ebi-Kuma Mix)
2. "Sadness Part I" (Meditation Mix)

- 45 tours en France[15]

1. "Sadeness Part I" (Radio Edit) – 4:17
2. "Sadeness Part I" (Meditation Mix) – 2:57

Le single fut sorti en 45 tours dans la même configuration en Europe, aux États-Unis et en Angleterre,.

## Cinéma et télévision
Sadeness est utilisé par le cinéma, que ce soit la version single ou la version album (Principles of Lust), qui paraîtra en troisième extrait de l'album, dans des films tels que Exit to Eden, Boxing Helena, Charlie et ses drôles de dames, Tonnerre sous les tropiques et J.F. partagerait appartement. La chanson est entendue dans la bande-annonce de 1492 : Christophe Colomb.
Le titre est également entendue à la télévision dans les séries Cold Case : Affaires classées, American Crime Story, Gomorra, Dahmer - Monstre : L'Histoire de Jeffrey Dahmer et le show télévisée Chappelle's Show.
Elle est également utilisée à la fin de la vidéo Les jeux de comics #1 du Joueur du Grenier, au moment de la présentation du pygargue à tête blanche.

## Suite
Une suite de la chanson, intitulé Sadeness (Part II) (en), en featuring avec Anggun, est sorti sur le huitième album studio d'Enigma, The Fall of a Rebel Angel, en 2016, vingt-six ans après MCMXC a.D. et la sortie de la première partie de Sadeness.

## Classements et certifications
| Classement (1990-1991)                 | Meilleure position |
| -------------------------------------- | ------------------ |
| Allemagne (Media Control AG)           | 1                  |
| Australie (ARIA)                       | 2                  |
| Autriche (Ö3 Austria Top 40)           | 1                  |
| Belgique (Flandre Ultratop 50 Singles) | 1                  |
| Canada (Top Singles)                   | 9                  |
| Canada (Dance/Urban)                   | 1                  |
| Danemark (Tracklisten)                 | 5                  |
| États-Unis (Hot 100)                   | 5                  |
| États-Unis (Hot Dance Club Play)       | 1                  |
| États-Unis (12-inch Singles Sales)     | 1                  |
| États-Unis (Hot R&B/Hip-Hop Songs)     | 67                 |
| États-Unis (Modern Rock Tracks)        | 6                  |
| États-Unis (Cash Box Top 100)          | 6                  |
| Pays-Bas (Single Top 100)              | 1                  |
| Pays-Bas (Nederlandse Top 40)          | 1                  |
| Europe (Eurochart Hot 100)             | 1                  |
| Finlande (Suomen virallinen lista)     | 6                  |
| France (SNEP)                          | 1                  |
| Grèce (IFPI Greece)                    | 1                  |
| Irlande (Irish Singles Chart)          | 1                  |
| Italie (Musica e dischi)               | 1                  |
| Japon (Oricon)                         | 1                  |
| Nouvelle-Zélande (RMNZ)                | 2                  |
| Norvège (VG-lista)                     | 1                  |
| Espagne (AFYVE)                        | 1                  |
| Portugal (UNEVA)                       | 1                  |
| Québec (ADISQ)                         | 23                 |
| Suède (Sverigetopplistan)              | 1                  |
| Suisse (Schweizer Hitparade)           | 1                  |
| Royaume-Uni (UK Singles Chart)         | 1                  |

| Classement (1990)       | Meilleure position |
| ----------------------- | ------------------ |
| Pays-Bas (Dutch Top 40) | 99                 |

| Classement (1991)                          | Meilleure position |
| ------------------------------------------ | ------------------ |
| Australie (ARIA)                           | 23                 |
| Autriche (Ö3 Austria Top 40)               | 8                  |
| Belgique (Ultratop 50 Flanders)            | 50                 |
| Canada (RPM Top Singles)                   | 68                 |
| Canada (RPM Dance/Urban)                   | 7                  |
| Europe (European Hot 100 Singles)          | 3                  |
| France (SNEP)                              | 6                  |
| Allemagne (Official German Charts)         | 3                  |
| Pays-Bas (Dutch Top 40)                    | 57                 |
| Pays-Bas (Single Top 100)                  | 57                 |
| Nouvelle-Zélande (Recorded Music NZ)       | 13                 |
| Suisse (Schweizer Hitparade)               | 6                  |
| Royaume-Uni (OCC)                          | 37                 |
| États-Unis (Billboard Hot 100)             | 63                 |
| États-Unis (Billboard Dance Club Songs)    | 24                 |
| États-Unis (Billboard Dance Singles Sales) | 21                 |

| Pays             | Certification | Date             | Ventes  |
| ---------------- | ------------- | ---------------- | ------- |
| Australie        | Or            | 1991             | 35 000  |
| Autriche         | Or            | 15 avril 1991    | 15 000  |
| France           | Or            | 1991             | 250 000 |
| Allemagne        | Platine       | 2005             | 300 000 |
| Pays-Bas         | Or            | 1991             | 40 000  |
| Nouvelle-Zélande | Or            | 1991             | 7 500   |
| Espagne          | Or            | 1991             | 10 000  |
| Suède            | Or            | 21 novembre 1991 | 10 000  |
| Royaume-Uni      | Argent        | 1er janvier 1991 | 200 000 |
| États-Unis       | Or            | 3 avril 1991     | 500 000 |